# Sally Philipsen
Pour les articles homonymes, voir Philipsen.

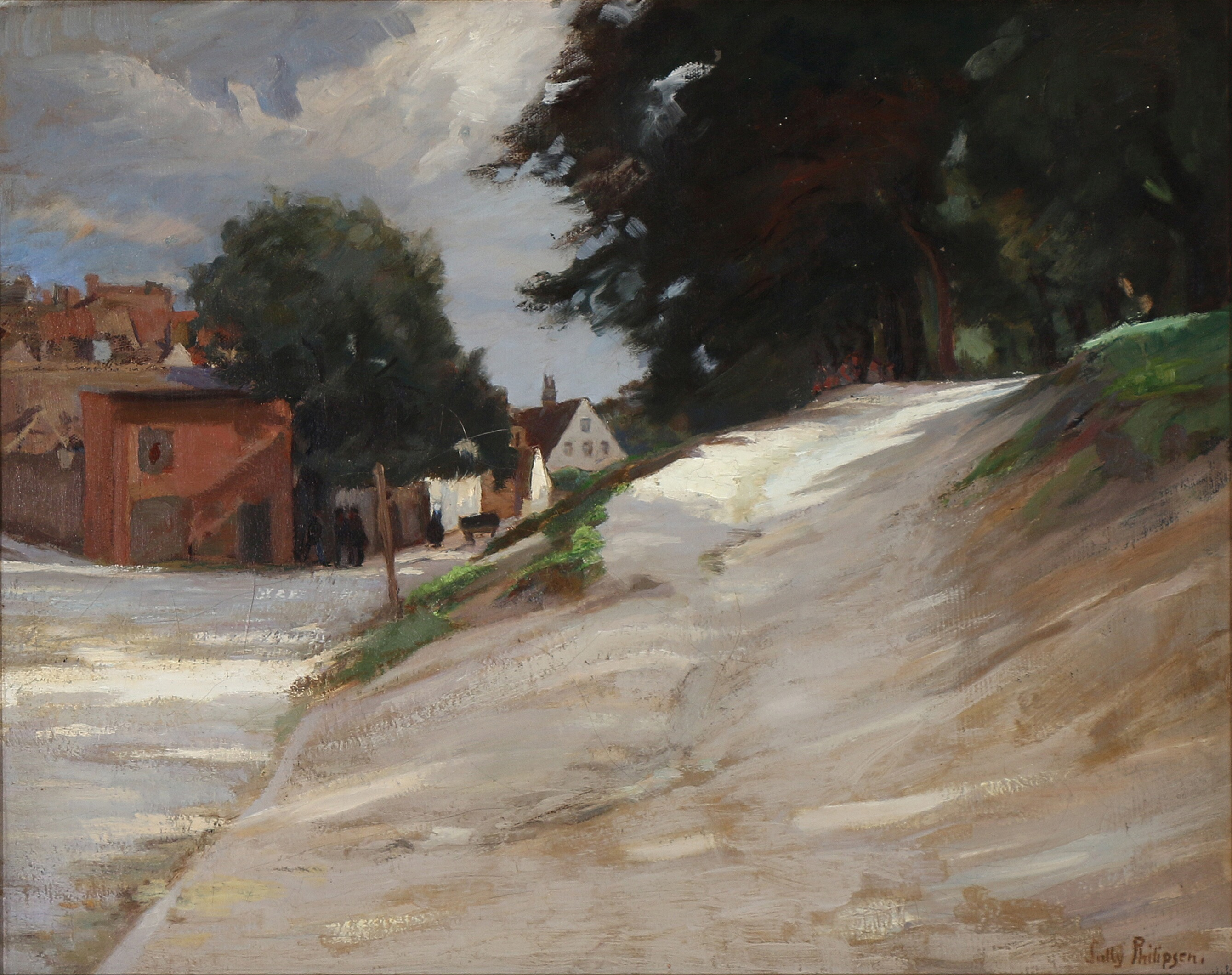
Huile sur toile de Sally Philipsen.

Sally Philipsen, né le 29 janvier 1879 à Copenhague et mort le 15 mai 1936, est un peintre danois.

## Biographie
Sally Philipsen, né le 29 janvier 1879 à Copenhague, est l'élève de Frants Henningsen, J. Frederick Vermehren et d'Otto Bache. Il est influencé par Albert Gottschalk, Viggo Johansen et les impressionnistes français.